# Castiglione Torinese
Castiglione Torinese – miejscowość i gmina we Włoszech, w regionie Piemont, w prowincji Turyn.
Według danych na rok 2004 gminę zamieszkiwało 5480 osób, 391,4 os./km².